# Alameda de Osuna (métro de Madrid)
Alameda de Osuna est une station de la ligne 5 du métro de Madrid, en Espagne. Elle est située sous la rue de La Rioja, à l'intersection avec la rue Corbeta, dans le quartier d'Alameda de Osuna, de l'arrondissement de Barajas.

## Situation sur le réseau
La station constitue le terminus nord-est de la ligne. Elle possède deux voies et deux quais latéraux.

## Histoire
Elle est ouverte le 24 novembre 2006, lors de la mise en service du prolongement de la ligne 5 depuis Canillejas.

## Services aux voyageurs

### Accès et accueil
L'accès à la station s'effectue par un édicule entièrement vitré de forme rectangulaire, équipé d'escaliers et d'escaliers mécaniques, auquel s'ajoute un accès direct par ascenseur depuis l'extérieur.

### Intermodalité
La station est en correspondance avec les lignes d'autobus n°112, 115, 151 et N4 du réseau EMT.